# Gandino
Gandino är en ort och kommun i provinsen Bergamo i regionen Lombardiet i Italien. Kommunen hade 5 386 invånare (2018).